# Новые Горицы
Новые Горицы — деревня в Сонковском районе Тверской области. Входит в состав Григорковского сельского поселения.

## География
Деревня находится в 2 км на юго-восток от районного центра Сонково.

## История
В конце XIX — начале XX века деревня Грязные Горицы входила в состав Константиновской волости Кашинского уезда Тверской губернии. В 1889 году в деревне было 35 дворов, кузница, промыслы отхожие: рабочие на пивоваренных заводах в Санкт-Петербурге. 
С 1929 года деревня входила в состав Григорковского сельсовета Сонковского района Бежецкого округа Московской области, с 1935 года — в составе Калининской области, с 1994 года — центр Новогорицкого сельского округа, с 2005 года — в составе Григорковского сельского поселения.
В 1966 году указом президиума ВС РСФСР деревня Грязные Горицы переименована в Новые Горицы.

## Население
| 1859 | 1889 | 1997 | 2002 | 2010 |
| ---- | ---- | ---- | ---- | ---- |
| 154  | ↗209 | ↘195 | ↘172 | ↘156 |